# GRIN (データベース)
GRINは、米農務省の管轄下の植物データベースのひとつ。「Germplasm Resources Information Network」の頭文字の略。「遺伝資源情報網」や「生殖質資源インフォーメーションネットワーク」などと意訳されている。
その情報はオンライン公開されており、作物など利用価値のある植物も野生種を含め、約1万種、全500,000 アクセション件数（別個の品種数）について、その分類学的情報（学名）や一般名 をデータ化する。さらに外来種や地域外来種でとくに「有害雑草（noxious weed）」の指定を受けたものや、希少または絶滅危惧種にも触れる。各種が自生する生息地の情報（世界分布）も充実しており、 輸出入や入管手続的な「パスポート情報」も記載する。 GRIN の一部に 経済利用植物データベースがある。
対象品種は、米農務省の機構 National Plant Germplasm System (NPGS) において「ジャームプラズム（遺伝資源）」（種子やその他部位）の採集・保管がおこなっている品種である。
GRIN は、本来の植物のみから、昆虫など無脊椎動物、細菌、動物一般の遺伝資源のデータ管理へとその役割を拡張させている（#子プロジェクトを参照）。
情報網の管理の作業は、GRIN/データベース管理班(GRIN/DBMU)が担当する。米メリーランド州のベルツビルに拠をおく米国立生殖質資源研究所の監督下に現在はおかれている（1990年まではその前身であるGermplasm Services Laboratory (GSL) 監督下であった）。

## 子プロジェクト
GRIN は、以下プロジェクトへの技術支援をおこなっている：
- en:National Plant Germplasm System (NPGS)
- en:National Animal Germplasm Program (NAGP)
- National Microbial Germplasm Program (NMGP)
- National Invertebrate Germplasm Program (NIGP)

## 外部サイト
- Germplasm Resources Information Network 政府系サイト